# Municipio de South Sugar Creek (condado de Randolph, Misuri)
South Sugar Creek Township es un municipio del condado de Randolph, Misuri, Estados Unidos. Según el censo de 2020, tiene una población de 7375 habitantes.
Tiene un código de clase Z1, que indica que no está en funcionamiento (non-functioning county subdivision).

## Geografía
El municipio está ubicado en las coordenadas 39°24′14″N 92°24′21″O / 39.40389, -92.40583 (39.403992, -92.405745). Según la Oficina del Censo de los Estados Unidos, tiene una superficie total de 57.99 km², de la cual 57.81 km² corresponden a tierra firme y 0.18 km² están cubiertos de agua.

## Demografía
Según el censo de 2020, hay 7375 personas residiendo en la zona. La densidad de población es de 127.57 hab./km². El 87.16% de los habitantes son blancos, el 4.01% son afroamericanos, el 0.60% son amerindios, el 0.58% son asiáticos, el 0.04% son isleños del Pacífico, el 0.71% son de otras razas y el 6.90% son de una mezcla de razas. Del total de la población, el 2.78% son hispanos o latinos de cualquier raza.